# VIA C3
VIA C3 es una familia de procesadores x86 para computadoras personales diseñados por Centaur Technology y vendidos por VIA Technologies.